# Heir Apparent
 (avril 2024).
Si vous disposez d'ouvrages ou d'articles de référence ou si vous connaissez des sites web de qualité traitant du thème abordé ici, merci de compléter l'article en donnant les références utiles à sa vérifiabilité et en les liant à la section « Notes et références ».
Heir Apparent (en français Héritier apparent) est un groupe américain de heavy metal traditionnel, originaire de Seattle.

## Histoire
Terry Alan Gorle, qui travaille comme ingénieur du son et guitariste occasionnel à Seattle, souhaite former un groupe en 1983 afin de poursuivre une carrière musicale professionnelle et a Kim Harris à ses côtés en tant que manager, qui est en même temps le manager de Queensrÿche. Gorle est d'abord aussi chanteur, mais avec l'arrivée du chanteur Cory Rivers et du bassiste Matt Bazemore à l'automne 1983, qui formaient Babylone avec Geoff Tate, le groupe prend pour nom Nemesis. Bazemore évolue dans les coulisses, par exemple en tant que graphiste, et reste le meilleur ami de Gorle tout au long des années 2000. Rivers, en revanche, ne se sent pas entre de bonnes mains au sein du groupe et démissionne après quatre mois de participation.
Avec le prochain nouveau membre recruté dans un groupe de reprises local vient le nouveau nom du groupe, cette fois Heir Apparent. Le groupe est formé au printemps 1984 par Terry Gorle (guitare électrique), Paul Davidson (chant), Derek Peace (basse électrique) et Jim Kovach (batterie). En juillet 1984, le groupe entre aux Triad Studios à Redmond, WA. Cependant, le retrait de Harris crée un déficit de financement. Afin de respecter les délais et d'éviter le surendettement, le projet est réduit à une démo de cinq titres, diffusée sur les radios locales KISW et KZOK. Un mois après l'enregistrement de la première démo, Jim Kovach est remplacé par Ray Schwartz (sous le nom de Raymond Black). Deux performances tests à l'extérieur de Seattle, en première partie d'un autre petit groupe, ont lieu avant la première véritable représentation le 21 décembre 1984. Après avoir été adopté par le public, le groupe de métal effectue une tournée dans les États de Washington et de l'Idaho.
Début 1985, les préparatifs pour l'enregistrement d'un album sont réalisés avec de l'argent emprunté à des particuliers, interrompu par une apparition à la télévision en avril. À l'été 1985, l'album est en grande partie enregistré, Heir Apparent attend un contrat d'enregistrement. Gorle envoie la démo au magazine allemand Rock Hard, dans lequel le groupe est découvert par le label français indépendant Black Dragon Records. Le label reprend les enregistrements précédents, rembourse les dettes de production, termine l'album et le met sur le marché européen en janvier 1986 sous le titre Graceful Inheritance. Cependant, le groupe n'est pas satisfait du label car, selon Paul Davidson, il ne fit pratiquement rien pour le groupe et les tournées sont mal organisées. Le groupe change son logo et le design de la pochette. Davidson est favorable au soutien d'un label majeur. Le claviériste Nathan McCoy y contribue musicalement. Cependant, il n'est pas autorisé à devenir membre officiel du groupe, car Black Dragon refuse de payer d'autres dépenses. Il est associé pendant un certain temps, mais préfère la sécurité d'un engagement permanent ailleurs. Jim Kovac, qui exerce désormais un métier d'enseignant dans la classe moyenne, insiste pour y participer à nouveau, même si son instrument n'est que le glockenspiel. Le groupe aurait aimé travailler à nouveau avec un claviériste, mais toutes les circonstances financières s'y opposent. Le soutien matériel que les membres reçoivent de la famille et des amis ne peut à lui seul couvrir les frais de fonctionnement, ils travaillent à côté. Comme seul le marché européen est desservi (à l'exception de quelques exemplaires importés qui se vendent bien), on souhaite un accord majeur aux États-Unis, qui permettrait à l'album d'être sous licence. De plus, le groupe doit faire lui-même son management
Soutenu par le magazine britannique Metal Hammer, Heir Apparent effectue une tournée qui commence en France le 18 mai 1986, aux Pays-Bas et en Allemagne qui est un bide au moment de la Coupe du monde de football 1986, d'abord en première partie, mais termine en tête d'affiche d'une tournée avec Savage Grace. Encouragé par de bonnes ventes, Black Dragon réédite l'album en octobre 1986, cette fois sur CD. Graceful Inheritance n'est jamais sorti aux États-Unis dans les années 1980, pays d'origine du groupe.
Le claviériste Michael Jackson fait partie du groupe à partir de septembre 1986 et est immédiatement impliqué dans l'écriture des chansons du groupe devenu un quintette. Plusieurs bassistes se succèdent.
À la suite du départ du chanteur principal Paul Davidson en avril 1987 à cause de son addiction aux drogues, Steve Benito reprend la fonction de chanteur le mois suivant. Leur premier concert a lieu le 4 juillet 1987. La nouvelle formation marque un changement musical vers le son plus technique du metal progressif, par rapport au heavy  traditionnel et au power metal du précédent. L'écriture de chansons pour un album régulier commence en 1987, mais donne simplement une démo diffusée sous le nom de Recordings '88. Une ex-petite amie contacte Metal Blade Records. Le label, dirigé par Brian Slagel, est convaincu des qualités du groupe à l'été 1988, quand Heir Apparent a sa première grande représentation dans une grande arène, servant de première partie à David Lee Roth, au Seattle Center Coliseum. Peu de temps après, le groupe signe un contrat de sept albums en octobre 1988 dans le cadre d'une joint-venture avec Capitol Records/Metal Blade. L'album One Small Voice, enregistré par Terry Gorle, Steve Benito, Derek Peace, Ray Black et Michael Jackson, sorti en juin 1989. Les enregistrements ont de nouveau lieu dans les locaux de Triad à Redmond. Comme le groupe dispose de 18 000 $, ce qui, en plus des coûts inévitables, est trop peu pour un producteur professionnel, ils produisent eux-mêmes l'enregistrement avec l'aide de l'ingénieur du son Tom Hall. La plupart des chansons furent écrites il y a longtemps, à l'exception des chansons de Peace, Cacophony of Anger et Decorated, qui sont spécifiquement adaptées au public européen, comme une reprise de The Sound of Silence. Les enregistrements se terminent avec le mixage le 18 février 1989. Terry Gorle se brouille aussitôt avec le groupe à propos de ressources financières limitées et part aussi pour des raisons personnelles. Gorle poursuit le litige devant les tribunaux à propos des droits sur le nom et le matériel des chansons. En remplacement, Peace fait venir un Allemand vivant à Los Angeles, Klaus Derendorf. Cette formation fait une tournée sur la côte ouest avec Crimson Glory à l'automne. Après cela, Ray Black part et est remplacé par Jeffrey McCormack. La structure du groupe disparaît, les membres changent presque quotidiennement et par conséquent il est décidé de se séparer avant même la sortie officielle de One Small Voice en juin 1989. Sans le soutien d'un concert et avec l'émergence du grunge dans la région de Seattle, le deuxième album n'atteint le succès. Gorle se tient à l'écart de la scène musicale et se concentre dans la profession de poseur de marbre et de granit.
En 1998, en raison de la restitution des chansons à leurs auteurs, Terry Gorle, Derek Peace et Ray Black se réconcilient et relancent Heir Apparent avec un nouveau bassiste, mais ne trouve pas un bon chanteur. Le label allemand Hellion Records sort l'album de compilation démo Triad fin 1999, ainsi que la réédition du premier album du groupe, Graceful Inheritance. Le groupe est inactif jusqu'en 2000, lorsque le guitariste Terry Gorle est invité à se produire au festival Wacken Open Air. Michael James Flatters devient le nouveau chanteur. À la suite de ce retour, Terry Gorle dirige plusieurs formations différentes lors de concerts entre 2002 et 2004. La formation de 2004 composée de Terry Gorle (guitare), Bobby Ferkovich (basse), Op Sakiya (claviers), Jeff McCormack (batterie) et Peter Orullian (chant) se réunit pour se produire en Europe en novembre 2006, en tête d'affiche du festival allemand Keep It True, et deux spectacles supplémentaires en Grèce.
En janvier 2012, les musiciens originaux de Heir Apparent (Gorle, Schwartz et Peace) jouent avec Jeff Carrell au chant au Metal Assault II Festival en Allemagne, avec des concerts supplémentaires à Athènes et à Thessalonique en Grèce pour célébrer le 25e anniversaire de Graceful Inheritance. Mike Gorham rejoint le groupe en tant que chanteur permanent en janvier 2013.
En octobre 2015, Heir Apparent donne son premier concert en Italie au Play It Loud Festival avec le chanteur Will Shaw et le claviériste Op Sakiya rejoignant Gorle, Peace et Schwartz. En 2016, Heir Apparent a co-tête d'affiche de festivals Up the Hammers en Grèce et à Keep It True en Allemagne. En 2016 sort en édition limitée du matériel de la démo Nemesis de 1983, de la démo Inception Day de 1984, des démos de 1987-1988 pour Triad et Graceful Inheritance.
Le troisième album de Heir Apparent, The View from Below, sort dans le monde entier en octobre 2018 chez No Remorse Records avec Will Shaw au chant, Terry Gorle à la guitare, Derek Peace à la basse, Ray Schwartz à la batterie et Op Sakiya aux claviers. En 2019, Heir Apparent se produit au Rock Hard Festival, ainsi qu'en tête d'affiche du samedi au Headbangers Open Air Festival en Allemagne, entre des spectacles dans des clubs aux Pays-Bas.

## Membres
Chant
- Paul Davidson (1983–1986)
- Steve Benito (1987–1989)
- Michael James Flatters (2000)
- Bryan Hagan (2003)
- Peter Orullian (2004–2006)
- Mike Blair (2003)
- Jeff Carrell (2012)
- Mike Gorham (2013)
- Will Shaw (2019)

Basse
- Derek Peace (1983–1989, 2000, 2012, 2019)
- Duane Bakke (1986)
- Randy Nelson (1987)
- Bobby Ferkovich (2004–2006)

Batterie
- Jim Kovach (1983–1984)
- Ray Schwartz (1984–1989, 2000, 2012)
- Jeffrey McCormack (2004–2006)
- Clint Clark (2003–2004)
- Ray Schwartz (2019)

Claviers
- Nathan McCoy (1985)
- Mike Jackson (1987–1989)
- Op Sakiya (2004–2006, 2019)

## Discographie
- 1984 : Inception Day (démo)
- 1986 : Graceful Inheritance (Black Dragon Records)
- 1987 : Triad 333 (démo)
- 1988 : Recordings '88 (démo)
- 1989 :  One Small Voice (Metal Blade Records)
- 1999 : Triad (compilation, Hellion Records)
- 2003 : Demo (démo)
- 2018 : The View from Below